# Gerichtsbezirk Gratzen
Der Gerichtsbezirk Gratzen (tschechisch: soudní okres Nové Hrady) war ein dem Bezirksgericht Gratzen unterstehender Gerichtsbezirk im Kronland Böhmen. Er umfasste Gebiete in Südböhmen (Jihočeský kraj). Zentrum und Gerichtssitz des Gerichtsbezirks war die Stadt Gratzen (Nové Hrady). Das Gebiet gehörte seit 1918 zur neu gegründeten Tschechoslowakei und wurde mit deren Gründung 1993 Teil der Tschechischen Republik.

## Geschichte
Die ursprüngliche Patrimonialgerichtsbarkeit wurde im Kaisertum Österreich nach den Revolutionsjahren 1848/49 aufgehoben. An ihre Stelle traten die Bezirks-, Landes- und Oberlandesgerichte, die nach den Grundzüge des Justizministers geplant und deren Schaffung am 6. Juli 1849 von Kaiser Franz Joseph I. genehmigt wurde. Der Gerichtsbezirk Gratzen gehörte zunächst zum Kreis Budweis und umfasste 1854 die 28 Katastralgemeinden Althütten, Beneschau, Böhmdorf, Brünnl, Buschendorf, Deutsch Reichenau, Fidretschlag, Gollnetschlag, Gratzen, Hardetschlag, Heilbrunn, Hermannschlag, Kainretschlag, Kropfschlag, Langstrobnic, Luschnic, Niederthal, Ottenschlag, Piberschlag, Piberschlagl, Rauhenschlag, Sacherles, Scheiben, Schlagles, Sonnberg, Strobnitz, Winau und Zweiendorf.
Der Gerichtsbezirk Gratzen bildete im Zuge der Trennung der politischen von der judikativen Verwaltung ab 1868 gemeinsam mit den Gerichtsbezirken Kaplitz (Kaplice) und Hohenfurth (Vyšší Brod) den Bezirk Kaplitz.
Im Gerichtsbezirk Gratzen lebten 1869 15.575 Menschen 1900 waren es 16.970 Personen. Der Gerichtsbezirk Gratzen wies 1910 eine Bevölkerung von 16.318 Personen auf, von denen 15.597 Deutsch und 693 Tschechisch als Umgangssprache angaben. Im Gerichtsbezirk lebten zudem 28 Anderssprachige oder Staatsfremde.
Durch die Grenzbestimmungen des am 10. September 1919 abgeschlossenen Vertrages von Saint-Germain kam der Gerichtsbezirk Gratzen vollständig zur neugegründeten Tschechoslowakei, wobei die Gerichtseinteilung bis 1938 im Wesentlichen bestehen blieb. Nach dem Münchner Abkommen wurde das Gebiet zunächst dem Reichsgau Niederdonau, ab dem Juli 1939 dem Reichsgau Oberdonau zugewiesen.
Nach dem Zweiten Weltkrieg gehörte das Gebiet zum Okres České Budějovice, dessen Behörden jedoch im Zuge einer Verwaltungsreform 2003 ihre Verwaltungskompetenzen verloren. Diese werden seitdem von den Gemeinden bzw. dem Jihočeský kraj, zu dem das Gebiet um Gratzen seit Beginn des 21. Jahrhunderts gehört, wahrgenommen.

## Gerichtssprengel
Der Gerichtssprengel umfasste Ende 1914 die 25 Gemeinden Althütten (Staré Hutě), Böhmdorf (Byňov), Brünnl (Dobrá Voda), Deutsch Beneschau (Německý Benešov), Deutsch Reichenau (Rychnov), Gollnetschlag (Klení), Gratzen (Nové Hrady), Hardetschlag (Hartunkov), Heilbrunn (Hojná Voda), Hermannschlag (Kuří), Julienhain (Hranice), Kropfschlag (Mýtiny), Langstrobnitz (Dlouhá Stropnice), Luschnitz (Lužnice), Niederthal (Údolí), Piberschlag (Veveří), Rauhenschlag (Chlupatá Ves), Sacherles (Kamenná), Scheiben (Šejby), Sohors (Žár), Sonnberg (Žumberk), Strobnitz (Horní Stropnice), Waldetschlag (Valtéřov), Wienau (Štiptoň) und Zweiendorf (Svébohy).